# Imperivm
Imperivm è una serie di videogiochi strategici in tempo reale e gestionali sviluppati da Haemimont Games e pubblicati da FX Interactive per Microsoft Windows.

## Videogiochi

### Strategici
- Imperivm: La guerra gallica (2002)[Nota 1]
- Imperivm: Le guerre puniche (2003)[Nota 2]
- Imperivm: Le grandi battaglie di Roma (2005)

### Gestionali
- Imperivm: Civitas (2006)
- Imperivm: Civitas II (2007)
- Imperivm: Civitas III (2008)

## Caratteristiche
Occorre distinguere tra Imperivm e Imperivm: Civitas, poiché si tratta di due serie fondamentalmente diverse.
La serie Imperivm è un gioco di strategia in tempo reale (RTS) capostipite del genere RTC (Real Time Conquest, ossia conquista in tempo reale): se in altri RTS bisogna far evolvere la propria civiltà, costruire le città, fortificarle e radere al suolo i possedimenti dei giocatori avversari, in questo gioco nulla di ciò è possibile poiché si tratta di un videogioco di pura strategia militare, dove le uniche cose che si possono fare sono migliorare la preparazione militare dei propri soldati, fabbricare le armi per renderne possibile l'arruolamento, rendere le difese della propria fortezza più valide, e soprattutto creare il proprio esercito per poter sconfiggere quello avversario. In Imperivm non si può costruire alcun edificio (se non le macchine d'assedio, che vengono utilizzate per gli assalti alle fortezze nemiche), né si può distruggere alcun oggetto, o perlomeno niente di irreparabile; ad esempio, il cancello di una fortezza può essere distrutto con le catapulte e diventare inutilizzabile, ma può sempre essere riparato tramite l'oro nella fortezza. Un'altra differenza da altri giochi di strategia bellica è che il giocatore, per poter arruolare un soldato, necessita non solo di denaro, ma anche di un certo numero di popolazione all'interno della fortezza; le uniche unità reclutabili sono quelle militari, quindi non serve reclutare cittadini, che si rigenerano all'interno di fori e centri del villaggio. Inoltre le unità necessitano di rifornimenti, ovvero i viveri prodotti nei villaggi, senza i quali perdono gradualmente salute, e, in caso di battaglia, l'esercito sprovvisto di viveri sarà in netto svantaggio rispetto a quello avversario.
La serie Imperivm: Civitas è invece un gioco di costruzione di città (city-builder) simile alla serie Caesar, dove il giocatore è chiamato a costruire una città romana a partire dalle fondamenta. Partendo da un piccolo villaggio, occorre costruire le abitazioni e i servizi di base, ed evolverlo in città sempre più grandi e lussuose, a volte mantenendo un esercito per difendersi dai barbari dei villaggi circostanti. La costruzione delle strutture è facilitata dal sistema Rotae, dove basta cliccare su qualsiasi punto della mappa col destro del mouse per aprire il menu costruzioni. Occorre in tal modo organizzare l'economia della città gestendo le risorse disponibili e commerciando con le città vicine. Esiste un albero di tecnologie (reso del tutto concreto in Civitas III) che è possibile studiare attraverso edifici come l'Accademia, che permettono di costruire edifici più avanzati. Il gioco è diviso in scenari, ciascuno dei quali è ambientato in una città che presenta sfide e obiettivi peculiari, tra cui la creazione di grandi città fiorenti nel commercio oppure la creazione di avamposti militari con forti eserciti.